# Könczei Árpád
Könczei Árpád (Margitta, 1959. január 16. –) zeneszerző, koreográfus.

## Élete
1978-ban érettségizett Kolozsváron a Zeneművészeti Középiskolában, zongora szakon.  1983-ban szerzett oklevelet a kolozsvári Gheorghe Dima Zeneakadémián, zeneszerzés szakon. Zenei tanulmányai mellett édesapja, Könczei Ádám ösztönzésére népzenével és néptánccal is foglalkozni kezdett, és 1977-ben egyike volt az erdélyi, a kolozsvári táncházmozgalom elindítóinak (Bodzafa és Ördögszekér együttes). 1990–1995 között a sepsiszentgyörgyi Háromszék Táncegyüttes, majd 2000–2005 között a marosvásárhelyi Maros Művészegyüttes művészeti vezetője, koreográfusa. 1995 márciusától 2013 márciusáig a Duna Televízió szerkesztője.
Felesége Plugor Judit festőművész, néptáncpedagógus. Gyermekeik: Soma (1980), Bálint (1985), Villő (1994), Zsombor (2001).

## Munkássága

### Zeneszerzőként

#### Kórusművek
1. Három dal Kányádi Sándor verseire (3 szólamú vegyes kar), Kolozsvár, 1980
2. Énekes madár – gyerekkórusra, Budapest, 2003
3. A magyar Faust (4 szólamú vegyes kar), 2015
4. Furfangos szavak, Tolna Éva verseire, gyerekkórusra, 2018
5. Könnyebb a járt utat menni, Plugor Magor versére, vegyes karra, 2019

#### Zongoraművek
1. Ostinato, Kolozsvár, 1976
2. Szintézis, 3 kézre, 1979-1980
3. Szonáta (egy tételben), 1982
4. Egyszerű játék (Simple game), 7 kis zongoradarab, 2000
5. Tanulmány nr. 2, 3 kézre, 2003
6. Székely szvit, zongorára, 2008
7. 7 kis etűd zongorára, 2012
8. Mozdulatok zongorára (Mouvements pour piano), 2014

#### Kamarazene
1. Addíció, gordonra (nagybőgő) és zongorára, 1977–1978
2. Sokszögek, (fuvola, klarinét, fagott), 1977–1978
3. Cantus gemellus, gordonkára és gordonra, illetve csellóra és nagybőgőre
4. Cantata brevis, József Attila verstöredékeire, énekhangra és 5 hangszerre,  Kolozsvár, 1980–1981, (Soprano Batteria: Vibrafono Clarinetto in Si 3 tom-tom Corno in Fa 2 bongos Viola piatto sospesi Violoncello)
5. Ostinato, (oboa, klarinét, trombita, kürt), Sepsiszentgyörgy, 1992
6. Kedvetlen játék (Jeu morose), Klarinétra és ütőhangszerekre, Budapest, 1995
7. Vonósnégyes (Quatuor á cordes), I. vonósnégyes, Budapest, 1996
8. Emlékek a verkli korából, (altszaxofon, cselló és ütőhangszerek), kolozsvári Névtelen utcai zsinagóga, 1997, (Multikulturális Centrum megnyitójára)
9. Változó állapot (Variable Situation), csellószóló, Budapest, 1998
10. Elégedetlen dal, Tamási Áron emlékére, altszaxofonra; 1999
11. II. vonósnégyes, 2000
12. Készenlét, 3 dal Gergely Edit és Tompa Gábor verseire, szoprán hangra és zongorára, illetve marimbafonra és tenorszaxofonra;  2000
13. Leporelló, 6 vonós hangszerre, 2000-01
14. A Poprád Podolinnál, Szőcs Géza versére, szoprán hangra és zongorára, 2001
15. Történet egy elrontott indulóról, (trombita, kürt, harsona), 2001
16. Széttört gondolatok, (hegedű, cselló, zongora trió), 2001–02
17. Hangok és gondolatok (Voices and Thoughts), (fuvola, szopránszaxofon és nagybőgő), 2001–02
18. Darabok a múltból – Pieces from The Past 2002 Tárogatóra, 3 húros brácsára és nagybőgőre
19. Tanulmány (Study), Hegedűre és fagottra, 2003
20. Transfiguratio, tárogatóra, szopránszaxofonra és vonósnégyesre, 2003-04
21. Pillanatok, altszaxofonra és cimbalomra, 2005
22. Tánclépések gyerekeknek, hegedűre és zongorára 2006
23. Szomorú és vidám 2006 Zene klarinétra, szopránszaxofonra és ütőhangszerekre
24. III. vonósnégyes 2006-07
25. Hat kis darab hegedűre és zongorára Zsombornak 2007
26. Székely ördöngös 2007 Tárogatóra, 3 húros brácsára és nagybőgőre
27. Intermezzo szóló bőgőre Kostyák Botondnak 2007
28. Öt táncos játék 2007 Fuvolára és zongorára Réman Zsófinak
29. Nagyszombati magyar táncok 2007 Tárogatóra, 3 húros brácsára és nagybőgőre (átírat és hangszerelés)
30. Glanglendó – hegedűre és zongorára Zsombornak 2008
31. Hegedűduók I., II. (3, 5) 2009
32. Kányádi dalok szoprán hangra és zongorára 2009
33. Ártatlan játék tárogatóra és cimbalomra 2009
34. Pontozó 2009 Népi hegedűre, 3 húros brácsára, vonósnégyesre és ütőhangszerekre
35. A bohóc táncai - Hegedűduók 3. 2009–10
36. Mozaik hegedűre és csellóra 2010
37. Divertimento in D 2010 Tárogatóra, 3 húros brácsára és nagybőgőre
38. Névtelen nap 2010 Iancu Laura verseire, szoprán hangra, fuvolára, altszaxofonra és ütőhangszerekre
39. Hang – képek hegedűre és zongorára 2011
40. Epizódok, cselló duók 2012
41. In memoriam Balassi Bálint 2012 Szoprán, alt, tenor- és baritonszaxofonra
42. Pillanatok – Moments Nr. 2. 2013 altszaxofonra és zongorára. Megjegyzés: Darok Lajos kiadó megrendelése
43. Változatok egy Mozart témára 2013 Hegedűre és zongorára
44. Székely ördöngös 2013 szopránszaxofonra vagy klarinétra és zongorára. Megjegyzés: Darok Lajos kiadó megrendelése
45. Előjáték – Preludium tárogatóra 2013
46. A negyedik út 2013 Dalok tenorhangra és zongorára Plugor Magor verseire
47. Epizódok Nr. 2. 2013 Nagybőgő duók
48. 3 Epigramma szóló hegedűre, 2014–15
49. Fehér víz - Acqua bianca 2014-15 Szaxofon kvartettre, zongorára, továbbá basszusklarinét, klarinét, szoprán klarinét
50. Labirintus 2015 rézfúvós kvintettre
51. Befejezetlen zene - Unfinished Music 2015 tárogatóra és brácsára
52. Kánon négy hegedűre, négy fuvolára, 2015
53. Széttört zene - Broken Music 2016 két brácsára
54. RG Ritmus ütőhangszerekre 2016
55. Soli de Gloria rézfúvós kvintettre 2016
56. Hangzások, hegedűre és zongorára - Sounds for Violin and Piano 2017
57. Barbár játékok - Jeux barbares klarinétra, tárogatóra, tenorszaxofonra, hegedűre, brácsára és csellóra 2017
58. IV. vonósnégyes, String Quartet No. 4 2018
59. Sonata for Solo Viola 2019
60. V. vonósnégyes, String Quartet No. 5 2020
61. Hangcseppek, Tuba duók, Sound drops 2020
62. Hét húrra. For seven strings, hegedűre és 3 húros brácsára 2020
63. Palatka rézfúvós kvintettre - Brass Quintet In memoriam Kodobák 2023
64. Érzések brácsa kvartettre – Feelings for Viola Quartet 2023
65. Sonata for Solo Violin 2024-25

#### Zenekari művek
1. Simfonietta, Kolozsvár, 1979-1980
2. Két zenekari darab, 1982
3. Concerto dei ostinati, nagylétszámú zenekarra, de meghatározott létszámú hangszerekre, 1983
4. Segmenti, 3 tételben, 10 hangszerre, fuvola, oboa, klarinét, trombita, kürt, harsona, zongora, ütőhangszerek, hegedű, brácsa, cselló, bőgő; 1983
5. Sonata da camera,  11 vonósra: 6 hegedű, 2 mélyhegedű, 2 gordonka, 1 gordon; Sepsiszentgyörgy, 1985–1986
6. Távolból (From Far), rapszódia tárogatóra és zenekarra, 2004
7. A fejedelem tánca, zenekari szvit Báthori István fejedelem emlékére (Báthori tánca, Selmeczi György címváltozata), 2005
8. Metamorfózis, vonószenekarra, 2006
9. Concerto rustico, 3 tánc tárogatóra, vagy szopránszaxofonra és zenekarra, 2008
10. Glanglendó, hegedűre és zenekarra, 2010
11. Rezonanciák, alt hangra, népi vonóstrióra és kamarazenekarra, 2011-12
12. Divertimento, Kamarazenekarra, 2013-14
13. Concerto brevis, fuvolára, ütőhangszerekre és vonósokra, 2014–15
14. 23 Buborék, A Kurszk balladája 2015–16, oratórium, tenor, basszus, narrátor, női kórus és zenekarra
15. Székely ördöngös, kis szvit tárogatóra és vonószenekarra, 2016
16. Impressziók - Impressions, Tárogatóra, 3 húros brácsára, ütőgardonra és vonószenekarra, 2017
17. Hegedűverseny - Violin Concerto, 2018
18. Stone Music For String Orchestra, 2019
19. Breakpoints - Töréspontok Concerto for Soprano Saxophone and Orchestra, 2020-21
20. Viola Concerto, 2022
21. Emlék vonószenekarra - Memory for String Orchestra, 2022
22. Impulzusok zenekarra - Impulses for Orchestra, 2023

### Színházi és táncszínházi zenék, illetve filmzenék
1. Euripidész: Íphigeneia Auliszban, 1995 Tamási Áron Színház, rendező: Bocsárdi László
2. Tamási Áron: Vitéz Lélek, 1997 Tamási Áron Színház, rendező: Bocsárdi László
3. Könczei Árpád: ÁBEL, 1997 Háromszék Táncszínház
4. Euripidész: Alkésztisz, 1998 Tamási Áron Színház, rendező: Bocsárdi László
5. Tamási Áron: Ősvigasztalás, 1998 Tamási Áron Színház, rendező: Bocsárdi László
6. Sodrásban, Történet a katonákról, 1998 Maros Művészegyüttes
7. Vörösmarty Mihály: Csongor és Tünde, 1999 Csokonai Színház, 2001: Debrecen és Csíki Játékszín, Csíkszereda, rendező: Parászka Miklós
8. Bayer Zsolt – Nemes Tibor: 1100 év Európa közepén, 1999 60 részes filmsorozat, MTV 1 – 2.
9. García Lorca: Vérnász, 2000 Háromszék Táncszínház , rendező: Bocsárdi László
10. Petőfi Sándor: A helység kalapácsa, 2000 Kisvárdai Várszínház, rendező: Horváth Z. Gergely
11. Tamási Áron – Pozsgai Zsolt: Ábel, Soproni Petőfi Színház 2000, rendező: Szőke István
12. Dénes Zoltán: Kreón, Marosvásárhelyi Filmfesztivál 2000, rendező: Hatházi András
13. Páskándi Géza: László, Szent király, Szatmárnémeti 2000, Szatmárnémeti Északi Színház Harag György Társulata, rendező: Parászka Miklós
14. Synge: A nyugati világ bajnoka, Craiovai Nemzeti Színház 2001 rendező: Bocsárdi László
15. Madách Imre: Az ember tragédiája, Tamási Áron Színház 2001 rendező: Árkosi Árpád
16. Tadeusz Slobodzianek: Ilja próféta, Tamási Áron Színház 2002 rendező: Bocsárdi László
17. Tamási Áron: A csoda, az Énekes madár nyomán 2002 Tamási Áron Színház, rendező: Bocsárdi László
18. Csehov: Cseresznyéskert, Szatmárnémeti Északi Színház Harag György Társulat 2002 rendező: Árkosi Árpád
19. William Shakespeare: Romeo és Júlia. 2002 Tamási Áron Színház, rendező: Bocsárdi László
20. Aiszkhülosz: Agamemnón. 2003 Gyergyói Figura Stúdió Színház, rendező: Béres László
21. William Shakespeare: Titus Andronicus 2003 Gyulai Várszínház, rendező: Bocsárdi László
22. Tamási Áron: Énekes madár. 2003 Debreceni Csokonai Színház, rendező: Árkosi Árpád
23. A malom. Figura Stúdió Színház, Gyergyószentmiklós 2003 rendező-koreográfus: Uray Péter
24. Eugene Ionesco: Jacques vagy a behódolás 2003 Kolozsvári Állami Magyar Színház, rendező: Tompa Gábor
25. Vörösmarty Mihály: Tündérálom (Csongor és Tünde) 2004 Háromszék Táncegyüttes, Sepsiszentgyörgy rendező-koreográfus: Orza Calin
26. Bertolt Brecht: Jóembert keresünk! 2004 Tamási Áron Színház, rendező: Bocsárdi László
27. Könczei Árpád: Fehérlófia – táncjáték, Maros Művészegyüttes 2004
28. Molière: A fösvény 2004 Craiovai Nemzeti Színház, rendező: Bocsárdi László
29. Shakespeare: Othello 2004 Tamási Áron Színház, rendező: Bocsárdi László
30. Ördögváltozás – Táncjáték Tamási Áron Ördögváltozás Csíkban című novellája nyomán, Háromszék Táncegyüttes, Sepsiszentgyörgy 2005
31. Balassi Bálint: Szép magyar komédia 2005 Tamási Áron Színház, rendező: Török Viola
32. William Shakespeare: Cymbeline 2005 Odeon Színház, Bukarest, rendező: Bocsárdi László
33. Andrzej Wajda: Nasztaszja Filippovna. 2005 Yorick Stúdió, Marosvásárhely, rendező: Kövesdy István
34. Molière: Sganarelle (A kényszerházasság – A képzelt szarvak). 2005 Csíki Játékszín, Csíkszereda, rendező: Kövesdy István
35. Tamási Áron: Boldog nyárfalevél. 2005 Tamási Áron Színház, rendező: Török Viola
36. Euripidész: Élektra. 2005–2006 Örkény Színház, Budapest, rendező: Bocsárdi László
37. William Shakespeare: Macbeth. 2006 Tamási Áron Színház, rendező: David Zinder
38. Synge: A nyugati világ bajnoka. 2006 Tamási Áron Színház, rendező: Bocsárdi László
39. William Shakespeare: Lear király. 2006 Tamási Áron Színház, rendező: Bocsárdi László; Nemzeti Színház, Budapest, rendező: Bocsárdi László 2007
40. Csiky Gergely: Ingyenélők. 2006 Temesvári Csíky Gergely Színház, rendező: Török Viola
41. Racine: Phaedra 2007 Marosvásárhely, Színművészeti Egyetem, rendező: Török Viola
42. Vörösmarty Mihály: Csongor és Tünde 2007 Tamási Áron Színház, rendező: Török Viola
43. Molière: Don Juan 2007. Ploiești, Toma Caragiu Színház, rendező: Bocsárdi László
44. Witold Gombrowicz: Yvonne, burgundi hercegnő. 2007-08 Tamási Áron Színház, rendező: Bocsárdi László
45. Ödön von Horváth: A férfiak nélküli falu. 2008 Temesvári Csiky Gergely Színház, rendező: Török Viola
46. Eugène Labiche – Marc-Michel: Olasz szalmakalap. 2008 Marosvásárhelyi Nemzeti Színház, Tompa Miklós Társulat, rendező: Kövesdy István
47. Racine: Phaedra. 2008 Nagyvárad, Szigligeti Társulat, rendező: Török Viola (Marosvásárhelyen nem készült el az előadás, Viola Nagyváradon rendezi meg a Phaedrat)
48. Anton Pavlovics Csehov: Sirály. 2008 Tamási Áron Színház, rendező: Kiss Csaba
49. William Shakespeare: Hamlet. 2008 Bukarest, Teatrul Metropolis, rendező: Bocsárdi László
50. Tamási Áron: Hullámzó vőlegény. 2008 Marosvásárhelyi Nemzeti Színház, Tompa Miklós Társulat, rendező: Török Viola
51. William Shakespeare: Szentivánéji álom. 2009 Tamási Áron Színház, rendező: Török Viola
52. Tamási Áron: Tündöklő Jeromos. 2010 Kézdivásárhelyi Városi Színház, rendező: Török Viola
53. „Száz évig” Fodor Netti Sándor emlékére 2011 Háromszék Táncegyüttes
54. Federico García Lorca: Vérnász. 2011 Mikháza, Csűrszínház, rendező: Török Viola
55. Katona József: Bánk bán .2011 Tamási Áron Színház, rendező: Bocsárdi László
56. Vörösmarty Mihály: Csongor és Tünde. 2012 Bekecs Táncegyüttes, koreográfus: Benő Barna, rendező: Török Viola
57. Albert Camus: A félreértés (Le Malentendu - Neintelegerea – Das Missverstandnis). Temesvári Állami Német Színház, rendező: Bocsárdi László 2012
58. Balassi Bálint: Szép magyar komédia (új változat). 2012 Mikháza, Széllyes Sándor Csűrszínház, rendező: Török Viola
59. Nyirő József: Jézusfaragó ember. 2012 Budapest, Új Színház, rendező: Szőke István
60. Tamási Áron – Pozsgai Zsolt: Ábel. 2012 Budapest, Új Színház, rendező: Pozsgai Zsolt (A 2000-es zene és néhány új zene)
61. Móricz Zsigmond: Boszorkány. 2013 Mikháza, Széllyes Sándor Csűrszínház, rendező: Török Viola
62. Tamási Áron: Vitéz lélek. 2013 Budapest, Nemzeti Színház, rendező: Vidnyánszky Attila
63. Molière: Tartuffe 2014, Teatrul de Comedie, Bukarest, rendező: Bocsárdi László
64. Petőfi Sándor: A helység kalapácsa 2014, Budapest, Nemzeti Színház, rendező: Kincses Elemér
65. Edmond Rostand: Cyrano de Bergerac 2015, Tamási Áron Színház, rendező: Kövesdy István
66. Orbán János Dénes: A magyar Faust, 2015 Csokonai Színház Debrecen, rendező: Árkosi Árpád
67. Molière: Dandin György, 2016-2017 Csokonai Színház Debrecen, rendező: Árkosi Árpád
68. Tehenesek - dokumentumfilm, rendező Vargyasi Levente 2017
69. Arany János - Zalán Tibor: Bolond Istók, 2017 Békéscsabai Jókai Színház, rendező: Árkosi Árpád
70. Keserédes - dokumentumfilm, rendező Vargyasi Levente 2019
71. Könczei Árpád: Móka, Népi játék Tamási Áron nyomán, 2020 Udvarhely Néptáncműhely
72. Tragédia - Madách Imre Az ember tragédiája nyomán, 2022 Háromszék Táncegyüttes

### Koreográfusként
1. Ifijúság gyöngykoszorú, Kodály Táncegyüttes, Kolozsvár 1983
2. Apáról fiúra, Stúdió Táncegyüttes, Sepsiszentgyörgy 1986
3. William Shakespeare: Szentivánéji álom. 1988 Tamási Áron Színház, rendező: Kovács Levente
4. Párkereső, Stúdió Táncegyüttes 1988
5. Napkeletről napnyugatra, Háromszék Állami Népi Együttes 1990
6. A tánc ünnepe, Háromszék Táncegyüttes 1991
7. Apám tánca, táncszínház, Háromszék Táncegyüttes 1992
8. A menyasszony szép virág, Mezőségi lakodalmas, Háromszék 1993 Duna Karnevál, BM Duna, Budapest, ÁNE, Hargita, Háromszék 1996
9. Vizek mellett, Háromszék Táncegyüttes 1995
10. Rablótámadás, kabaré 1995 Tamási Áron Színház, rendező: Bocsárdi László
11. Ábel, táncszínház Tamási Áron nyomán, Háromszék Táncszínház 1997
12. Nóti Károly: Nyitott ablak, vígjáték, Tamási Áron Színház 1997 rendező: Balogh András
13. Sodrásban, Történet a katonákról, Maros Művészegyüttes 1998
14. Tamási Áron: Ősvigasztalás, 1998 Tamási Áron Színház, rendező: Bocsárdi László
15. A szabin nők elrablása. Sepsiszentgyörgy, 1998 Tamási Áron Színház, rendező: Balogh András
16. Kalotaszegi táncok, Duna Karnevál, BM Duna Művészegyüttes 1998
17. Tersánszky Józsi Jenő: Kakuk Marci 1998-99 Tamási Áron Színház, rendező: Soltis Lajos
18. Árus Ferenc emlékére, BM Duna Művészegyüttes 1999
19. Úton, Katolikus Nagygyűlés, Budapest Kisstadion 2000
20. Petőfi Sándor: A helység kalapácsa, Kisvárdai Várszínház 2000 rendező: Horváth Z. Gergely
21. Tamási Áron – Pozsgai Zsolt: Ábel, Soproni Petőfi Színház 2000 rendező: Szőke István
22. Táncok Küküllő mentéről, Maros Művészegyüttes 2001
23. Az ember tragédiája. Sepsiszentgyörgy, 2001 Tamási Áron Színház, rendező: Árkosi Árpád
24. Asszonyszoba, Eltáncolt versek, Duna Tv, film 2001
25. Kalotaszeg, Könczei Csongorral együtt, Maros Művészegyüttes 2002
26. Tamási Áron: A csoda, az Énekes madár nyomán 2002 Tamási Áron Színház, rendező: Bocsárdi László
27. A más szerető 2003 Hagyományok Háza, Magyar Állami Népi Együttes
28. Selmeczi György - Benjamin Britten: Noé bárkája 2003 Kolozsvári Állami Magyar Színház, rendező: Selmeczi György
29. Stanislaw Ignacy Witkiewicz: Svábbogarak – Gandacii. 2003 Teatrul Radu Stanca Sibiu – Nagyszeben, rendező: Tompa Gábor
30. Vise – (Álmok) - Nagyszeben 2004. Raymond Queneau, Franz Kafka, Alekszander Szolzsenyicin szövegei alapján összeállította és rendezte: Mona Kirila
31. Szigligeti Ede: Liliomfi. 2004. Szatmárnémeti Északi Színház Harag György Társulat rendező: Árkosi Árpád
32. Fehérlófia – táncjáték, Maros Művészegyüttes 2004
33. Parti Nagy Lajos: Ibusár. 2005 Temesvári Csiky Gergely Színház rendező: Kövesdy István
34. Ördögváltozás – Táncjáték Tamási Áron Ördögváltozás Csíkban című novellája nyomán Háromszék Táncegyüttes, Sepsiszentgyörgy 2005
35. Kálmán Imre - Békeffi István - Kellér Dezső: A csárdáskirálynő. 2005 Tamási Áron Színház, rendező: Keresztes Attila
36. Csiky Gergely: Ingyenélők. 2006 Temesvári Csíky Gergely Színház, rendező: Török Viola
37. Vörösmarty Mihály: Csongor és Tünde. 2007 Tamási Áron Színház, rendező: Török Viola
38. Ödön von Horváth: A férfiak nélküli falu. 2008 Temesvári Csíky Gergely Színház, rendező: Török Viola
39. Racine: Phaedra. 2008 Nagyvárad, Szigligeti Társulat, rendező: Török Viola
40. Tamási Áron: Hullámzó vőlegény. 2008 Marosvásárhelyi Nemzeti Színház, Tompa Miklós Társulat, rendező: Török Viola
41. Farkas Ferenc – Dékány András és Bálint Lajos: Csinom Palkó 2009 Kolozsvári Magyar Opera, rendező: Szabó Emese
42. William Shakespeare: Szentivánéji álom. 2009 Tamási Áron Színház, rendező: Török Viola
43. „Száz évig” Fodor Netti Sándor emlékére. 2011 Háromszék Táncegyüttes
44. Federico García Lorca: Vérnász. 2011 Mikháza, Csűrszínház, rendező: Török Viola
45. Balassi Bálint: Szép magyar komédia (új változat) 2012 Mikháza, Széllyes Sándor Csűrszínház, rendező: Török Viola
46. Nyirő József: Jézusfaragó ember. 2012 Budapest, Új Színház, rendező: Szőke István
47. Tamási Áron – Pozsgai Zsolt: Ábel. 2012 Új Színház, rendező: Pozsgai Zsolt (A 2000-ben komponált zenére, új koreográfia)
48. A banda 2013 Háromszék Táncegyüttes
49. Petőfi Sándor: A helység kalapácsa 2014 Nemzeti Színház
50. Most múlik 2016 Maros Művészegyüttes
51. Apám tánca 2017 (új változat) Udvarhely Néptáncműhely
52. Mundruc 2017 Háromszék Táncegyüttes
53. Kiáltó szó 2018 Udvarhely Néptáncműhely
54. Amikor a pásztor... 2019 Nagyvárad Táncegyüttes
55. Móka, Népi játék Tamási Áron nyomán 2020 Udvarhely Néptáncműhely
56. Tragédia – Madách Imre Az ember tragédiája nyomán 2022 Háromszék Táncegyüttes
57. Sárga rózsa - Jókai Mór regénye nyomán 2023 Maros Művészegyüttes
58. Federico Garcia Lorca: Vérnász - Bluthochzeit 2024 Teatrul Radu Stanca Német tagozat, Nagyszeben,                                                                                                                                          rendező Horváth Hunor

### Műsorszerkesztőként
- Talentum
- Kézjegy
- Élő népzene
- Etno klub
- Hej Dunáról

## Díjak, kitüntetések
- UNITER különdíja (legjobb színházi zene) 2012
- Harangozó Gyula-díj, 2019